# Agrupación Deportiva Torpedo 66
La Agrupación Deportiva Torpedo 66 es un equipo de fútbol español del municipio de Cebolla (Toledo). Fundado en 1966, el club ha llegado a competir 11 temporadas en la Tercera División Española, así como participar en un play-off de ascenso a Segunda División B. Actualmente compite en el Grupo II de Primera Autonómica Preferente y juega como local en el Estadio Municipal de Cebolla, de césped artificial y con capacidad para unos 1000 espectadores.

## Historia
La proximidad con Talavera de la Reina ayudó en parte a que desde muy pronto se tuviera conocimiento del fútbol en Cebolla, puesto que en los años veinte del pasado siglo ya se jugaba en la ciudad de la cerámica. En los años de posguerra los muchachos de Cebolla jugaban en los descampados y en las eras; pero al principio de los sesenta se empezó a gestar un equipo que en poco tiempo llegaría a ser el club que representaría al municipio.
Anteriormente a 1966, en Cebolla ya se jugaba al fútbol, pero esto se hacía de manera irregular entre la gente del pueblo, unas veces entre barrios (Las Arenas, La Sangüa, La Calle Nueva, Santo Cristo, etc.), o bien, hablando con gentes de las localidades colindantes para disputar un amistoso. En un partido disputado en las fiestas locales, en 1965, se acordó entre los jugadores de aquel entonces —a la postre, fundadores— crear un equipo y federarse.
Una tarde de Viernes Santo del año 1966, tras volver de disputar un encuentro en Las Vegas de San Antonio, un puñado de muchachos, reunidos en casa de Carmina Agüero, decidieron dar un paso adelante, para encauzar esa afición balompédica mediante la formación de un club de fútbol que representara al pueblo. De entre los muchos miembros fundadores, destacan: Luis Miguel Valencia, los hermanos Muro: Quique, José y César (que sería uno de los generales más jóvenes de España, llegando a lo más alto del escalafón en la jerarquía militar); los hermanos Yuste: Felipe y Carlos: los hermanos Morales: Juan Manuel y Antonio; José Argudo, Emilio Pajarito, José Pirulo, Jesús Malta, Manolo Sanmamés, Emilio Fernández Recio, Requena, Chucho, los hermanos Patón, Emiliano Madrid, y muchos otros.
Cuando llega el año 1966 y el equipo tiene una cierta entidad, es el momento en el que un grupo de aficionados siente el deseo de fundar un club y federarlo. Lo primero que deciden es cómo llamarlo y acuerdan que sea Agrupación Deportiva Torpedo 66. Tras barajar varias opciones “clásicas” en el panorama español —deportivos, atléticos, rayos, sportings— e incluso acudir a nombres extranjeros, salió a colación un equipo que estaba mandando en la antigua Unión Soviética: el Torpedo de Moscú, que por aquellos años era uno de los clubes más emblemáticos de Europa, siendo muy conocido por los encuentros jugados en las máximas competiciones del Viejo Continente. Gustando la idea y acompañando al nombre el año de fundación del club, nació la A.D. Torpedo 66.
El Torpedo se hizo un nombre en la comarca ganando con mucha solvencia desde su misma fundación a todo aquel que se enfrentaba a los blanquinegros, incluyendo a los mencionados rivales de Malpica y en su propio feudo durante varios años consecutivos, con grandes goleadas todavía recordadas. Tras algunos años en la liga de adheridos, el Torpedo 66 se hacía un hueco en el fútbol regional federado. Y así fue durante largas aunque dichosas temporadas, capitaneados —nunca mejor dicho— en varias ocasiones por el general y fundador del club, César Muro, hasta que años después, en la 95/96, se conseguía el primer ascenso a la Tercera División de España.
Todo el pueblo se volcó con su equipo y por sus calles la gente enarboló una inusitada alegría reflejo del buen hacer de la directiva, cuerpo técnico y jugadores. La Tercera División fue una realidad incuestionable y para Cebolla, que no alcanzaba los 3000 habitantes, todo un orgullo y una satisfacción. Sin duda, puede presumir de ser la población de Castilla-La Mancha que en proporción a su número de habitantes ha competido mayor número de temporadas en categoría regional, siendo once en total las que ha competido.
El momento más importante se produce en la temporada 1999-2000, puesto que en su más brillante temporada logra alcanzar la cuarta posición, por detrás de la U.D. Puertollano, Albacete B y C.P. Villarrobledo, equipos que le acompañarán a jugar los play-off de ascenso a Segunda División B. Cebolla nunca había vivido nada igual. Gente de todas partes de España quería ir al pequeño Municipal de Cebolla. Con un sorteo dirigido para que castellano-manchegos se enfrentaran a extremeños y andaluces, y un formato que agrupaba a 4 de estos equipos en una liguilla a ida y vuelta, el Torpedo quedaba encuadrado con el Algeciras C.F., U.D. Maracena y C.D. Don Benito. El equipo toledano acabaría último con una sola victoria y 5 derrotas, 4 de las cuales muy ajustadas y con los cebollanos luchando hasta el final.
La única victoria del Torpedo 66 en este playoff dejó a los extremeños del Don Benito sin ascenso, ya que los 0 puntos cosechados en esa quinta jornada le hizo quedar en segunda posición del grupo por debajo del propio Algeciras. Y ese 3-2 en el Municipal de Cebolla también tiene su miga, pues fue la mejor entrada de la historia. Una semana antes de la disputa del encuentro, el Don Benito pedía al club toledano más de 2000 entradas para sus aficionados. Tan atónitos como cabía esperar, la respuesta del Torpedo no fue la que los extremeños esperaban: no cabía tanta gente en el Municipal. Llegó el día del partido y desde por la mañana quedó patente que el problema con sus aficionados no iba a parar al Don Benito: nunca se vio tanta gente alrededor del campo como ese día.
La temporada siguiente al playoff fue complicada pero el Torpedo logró salvar la categoría, y tras un par más rumiando los puestos altos de la tabla y otra adicional en la cual el equipo quedó en tierra de nadie, llegaría lo inevitable para un conjunto tan modesto: el descenso a Primera Preferente. Los motivos son varios, pero dos de ellos pueden ser destacables: el descenso del Club Deportivo Toledo y el ascenso de la ya extinta Unión Deportiva Talavera. Para un equipo tan pequeño y con los escasos recursos económicos típico de estas entidades, encontrar gangas es algo crucial para cuadrar las temporadas, y el descenso y ascenso anteriormente mencionados mermaban mucho la capacidad de los cebollanos para encontrarlas, sobre todo de la zona de Talavera, que era su mayor fuente de jugadores —no en vano la propia U.D. Talavera quedaría cuarta esa temporada—.
Dos efímeras alegrías quedarían ya para el club toledano merced a dos ascensos desde Primera Preferente. El primero en la temporada 2005/2006 y otro de manera agónica dos años más tarde —había descendido la temporada anterior— frente al Atlético Teresiano. Desde 2009, el equipo lucha en Primera Preferente para volver a Tercera División.

## Uniforme
La vestimenta y los colores del equipo llegaron por un motivo tan simple como necesario: diferenciarse del resto de localidades cercanas para así no tener que comprar primera y segunda equipación, ya que cada peseta contaba como oro. Uno de los socios fundadores fue a Madrid y se trajo dos camisetas, la del A.C. Milan y la de la Juventus. Acabó, tras votación, gustando más la de la Juventus.
- Uniforme titular: Camiseta blanquinegra, pantalón negro y medias blancas.
- Uniforme visitante: Camiseta aurinegra, pantalón blanco y medias negras.

## Campo
La falta de medios materiales la suplieron con determinación, pidiendo la colaboración de los vecinos casa a casa. Los socios de la peña taurina del torero local Luis Miguel Ruiz, aportaron un dinero que tenían ahorrado, de manera altruista. Gracias a todas estas aportaciones se logró comprar los terrenos donde, con un trabajo colectivo, se llegaría a construir un auténtico campo de futbol. Con el montante recaudado se compraron los terrenos a las afueras del pueblo, en la nombrada Calle Malpica, los vecinos y rivales de toda la vida, en todos los aspectos. Con mano de obra de los que más tarde serían jugadores y usando sus propias máquinas tras salir de sus trabajos, el terreno se fue allanando hasta conseguir tener una superficie uniforme, determinando lo que se convertiría en el Estadio Municipal de Cebolla, que aunque en sus orígenes era de tierra, en la actualidad es de césped artificial. Asimismo, el campo de fútbol cuenta con unas gradas y una capacidad para unas 1000 personas aproximadamente.

## Datos del club
- Temporadas en Primera División: 0
- Temporadas en Segunda División: 0
- Temporadas en Segunda División B: 0
- Temporadas en Tercera División: 11
- Temporadas en Primera Preferente: 17
- Temporadas en Primera Regional: 6
- Temporadas en Segunda Regional: 8
- Temporadas en Tercera Regional: 6
- Temporadas en Liga de Adheridos: 7
- Mejor puesto en la liga (en Tercera División de España): 4.º (Tercera División de España 1999-2000).

## Trayectoria
| Temporada | División          | Posición | Copa del Rey |
| --------- | ----------------- | -------- | ------------ |
| 1966/67   | Liga de Adheridos | 12.º     |              |
| 1967/68   | Liga de Adheridos | 10.º     |              |
| 1968/69   | Liga de Adheridos | 6.º      |              |
| 1969/70   | Liga de Adheridos | 9.º      |              |
| 1970/71   | Liga de Adheridos | 8.º      |              |
| 1971/72   | Liga de Adheridos | 7.º      |              |
| 1972/73   | Liga de Adheridos | 6.º      |              |
| 1973/74   | 3.ª Regional      | 8.º      |              |
| 1974/75   | 3.ª Regional      | 3.º      |              |
| 1975/76   | 3.ª Regional      | 5.º      |              |
| 1976/77   | 2.ª Regional      | 7.º      |              |
| 1977/78   | 2.ª Regional      | 13.º     |              |
| 1978/79   | 2.ª Regional      | 10.º     |              |
| 1979/80   | 2.ª Regional      | 12.º     |              |
| 1980/81   | 2.ª Regional      | 15.º     |              |
| 1981/82   | 3.ª Regional      | 6.º      |              |
| 1982/83   | 2.ª Regional      | 14.º     |              |
| 1983/84   | 2.ª Regional      | 17.º     |              |
| 1984/85   | 3.ª Regional      | 10.º     |              |
| 1985/86   | 3.ª Regional      | 16.º     |              |
| 1986/87   | 2.ª Regional      | 2.º      |              |
| 1987/88   | 1.ª Regional      | 9.º      |              |
| 1988/89   | 1.ª Regional      | 2.º      |              |
| 1989/90   | 1.ª Regional      | 12.º     |              |
| 1990/91   | 1.ª Regional      | 3.º      |              |
| 1991/92   | 1.ª Regional      | 1.º      |              |
| 1992/93   | 1.ª Preferente    | 8.º      |              |
| 1993/94   | 1.ª Preferente    | 7.º      |              |
| 1994/95   | 1.ª Preferente    | 2.º      |              |

| Temporada | División       | Posición | Copa del Rey |
| --------- | -------------- | -------- | ------------ |
| 1995/96   | 1.ª Preferente | 1.º      |              |
| 1996/97   | 3.ª            | 17.º     |              |
| 1997/98   | 3.ª            | 8.º      |              |
| 1998/99   | 3.ª            | 13.º     |              |
| 1999/00   | 3.ª            | 4.º      |              |
| 2000/01   | 3.ª            | 16.º     |              |
| 2001/02   | 3.ª            | 7.º      |              |
| 2002/03   | 3.ª            | 7.º      |              |
| 2003/04   | 3.ª            | 11.º     |              |
| 2004/05   | 3.ª            | 19.º     |              |
| 2005/06   | 1.ª Preferente | 1.º      |              |
| 2006/07   | 3.ª            | 19.º     |              |
| 2007/08   | 1.ª Preferente | 2.º      |              |
| 2008/09   | 3.ª            | 18.º     |              |
| 2009/10   | 1.ª Preferente | 3.º      |              |
| 2010/11   | 1.ª Preferente | 9.º      |              |
| 2011/12   | 1.ª Preferente | 8.º      |              |
| 2012/13   | 1.ª Preferente | 11.º     |              |
| 2013/14   | 1.ª Preferente | 4.º      |              |
| 2014/15   | 1.ª Preferente | 7.º      |              |
| 2015/16   | 1.ª Preferente | 5.º      |              |
| 2016/17   | 1.ª Preferente | 10.º     |              |
| 2017/18   | 1.ª Preferente | 6.º      |              |
| 2018/19   | 1.ª Preferente | 16       |              |
| 2019/20   | 1.ª Autonómica | 1.º      |              |
| 2021/22   | 1.ª Preferente | 15°      |              |
| 2022/23   | 1.ª Autonómica | 1.º      |              |
| 2023/24   | 1.ª Preferente | 8°       |              |
| 2024/25   | 1.ª Preferente | 11°      |              |

- 11 temporadas en Tercera División.

## Jugadores

### Jugadores notables
| - Rodolfo Bodipo - Pablo Ibáñez |

## Palmarés

### Campeonatos regionales
- Regional Preferente de Castilla-La Mancha (2): 1995-96 (Grupo 2)[1] y 2005-06 (Grupo 2).[2]
- Primera Regional de Castilla-La Mancha (3): 1991-92 (Grupo 2),[3] 2019-20 (Grupo 3)[4] y 2022-23 (Grupo 3).[5]
- Subcampeón de Regional Preferente de Castilla-La Mancha (2): 1994-95 (Grupo 2)[6] y 2007-08 (Grupo 2).[7]
- Subcampeón de Primera Regional de Castilla-La Mancha (1): 1988-89 (Grupo 6).[8]
- Subcampeón de Segunda Regional de Castilla-La Mancha (1): 1986-87 (Grupo 5).[9]

### Trofeos amistosos
- Trofeo Villa de Cebolla (1): 2014.[10]

### Palmarés del A. D. Torpedo 66 "B"
Campeonatos regionales
- Subcampeón de Segunda Regional de Castilla-La Mancha (1): 2008-09 (Grupo 5).[11]